# Spiegelberg
Spiegelberg là một thị xã nằm ở huyện Rems-Murr, thuộc bang Baden-Württemberg, Đức.